# Али-бей Эвреносоглу
Али-бей Эвренос-оглу — османский военный и государственный деятель XV века. Один из семи сыновей крупного османского полководца Хаджи Гази Эвренос-бей.

## Биография
В 1430-х годах Али-бей Эвренос-оглу был назначен санджакбеем санджака Албания. В 1430 году санжакбей Скопье Исхак-бей захватил княжество Даньо, принадлежавшее Кодже Захарии, и присоединил его к санджаку Албания под управлением Али-бея.
В 1432 году в начале антиосманского восстания в Албании (1432—1436) султан Мурад II отправил на подавление восстания 10-тысячное войско под командованием санджакбея Али-бея. Турки-османы прошли по Виа Эгнатия и вступили в Центральную Албанию, где попали в засаду и потерпели поражение от войска Георгия Арианити. В 1435—1436 годах совместно с Турахан-беем Али-бей подавил албанское восстание и восстановил господство в регионе.
В 1438 году Али-бей Эвренос-оглу командовал османской армией, во главе которой он совершил разорительный поход на Валахию и Трансильванию.
В 1440 году он участвовал в неудачной осаде османской армией Белграда. Во время осады он выстроил стену вокруг города для метания камней. Согласно хронике Константина из Островицы, султан пообещал титул бея и большое вознаграждение тому из солдат, который первым водрузит османский флаг на стенах Белграда. Хотя Эвренос-оглу уже имел титул бея, он лично возглавил штурм стен Белградского замка, рассчитывая в случае успеха еще больше увеличить свою репутацию.
В 1451 году после смерти османского султана Мурада II Али-бей по приказу нового султана Мехмеда II Фатиха вынужден был умертвить его малолетнего сводного брата Ахмеда Челяби.
Али-бей Эвренос-оглу был похоронен во дворе мечети Гази Эвреноса в Лариссе в Греции.